# Themengarten

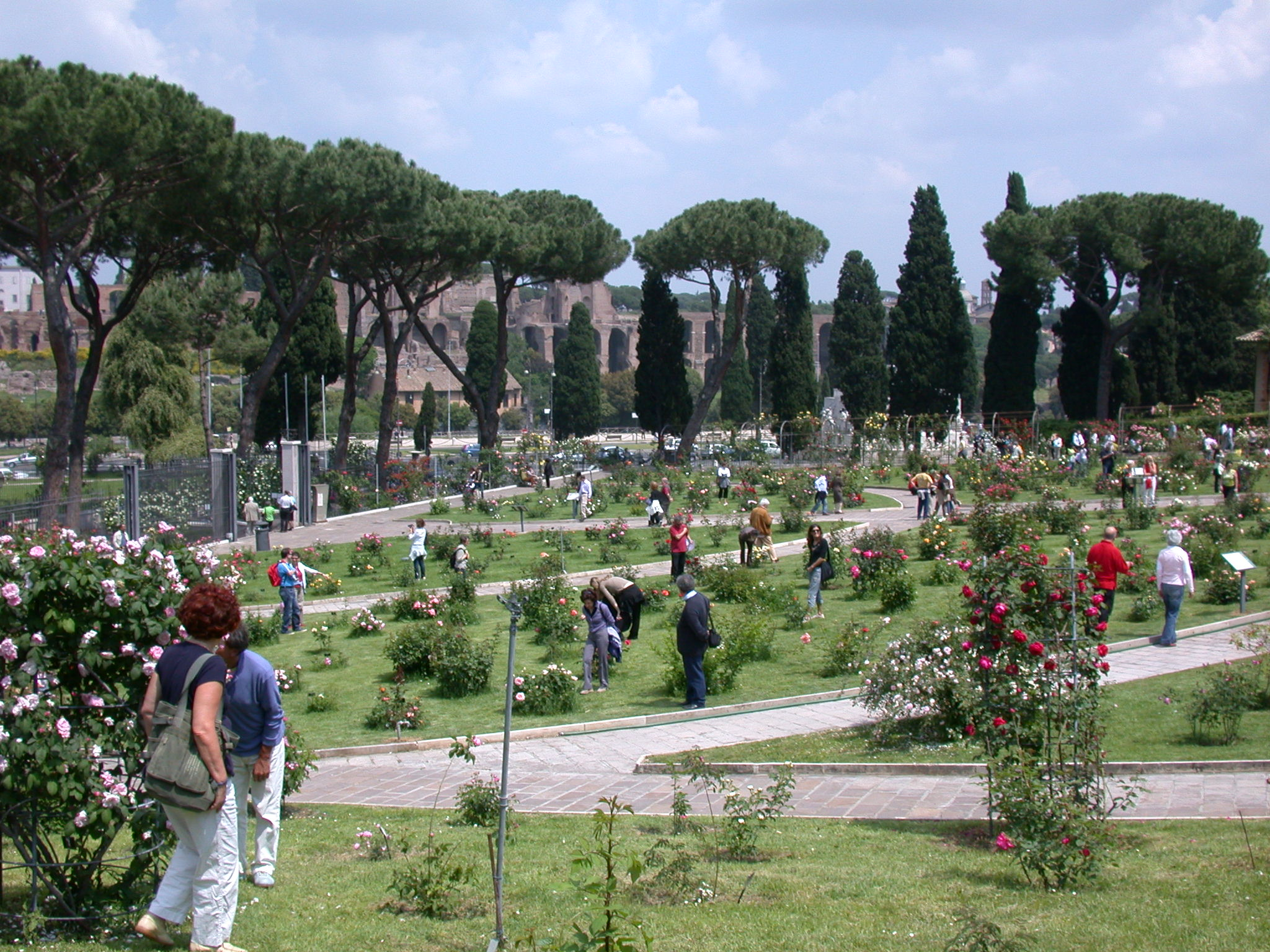
Rosarium in Rom

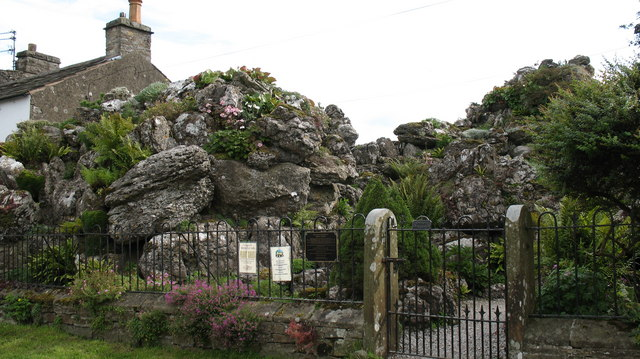
Steingarten in North Yorkshire

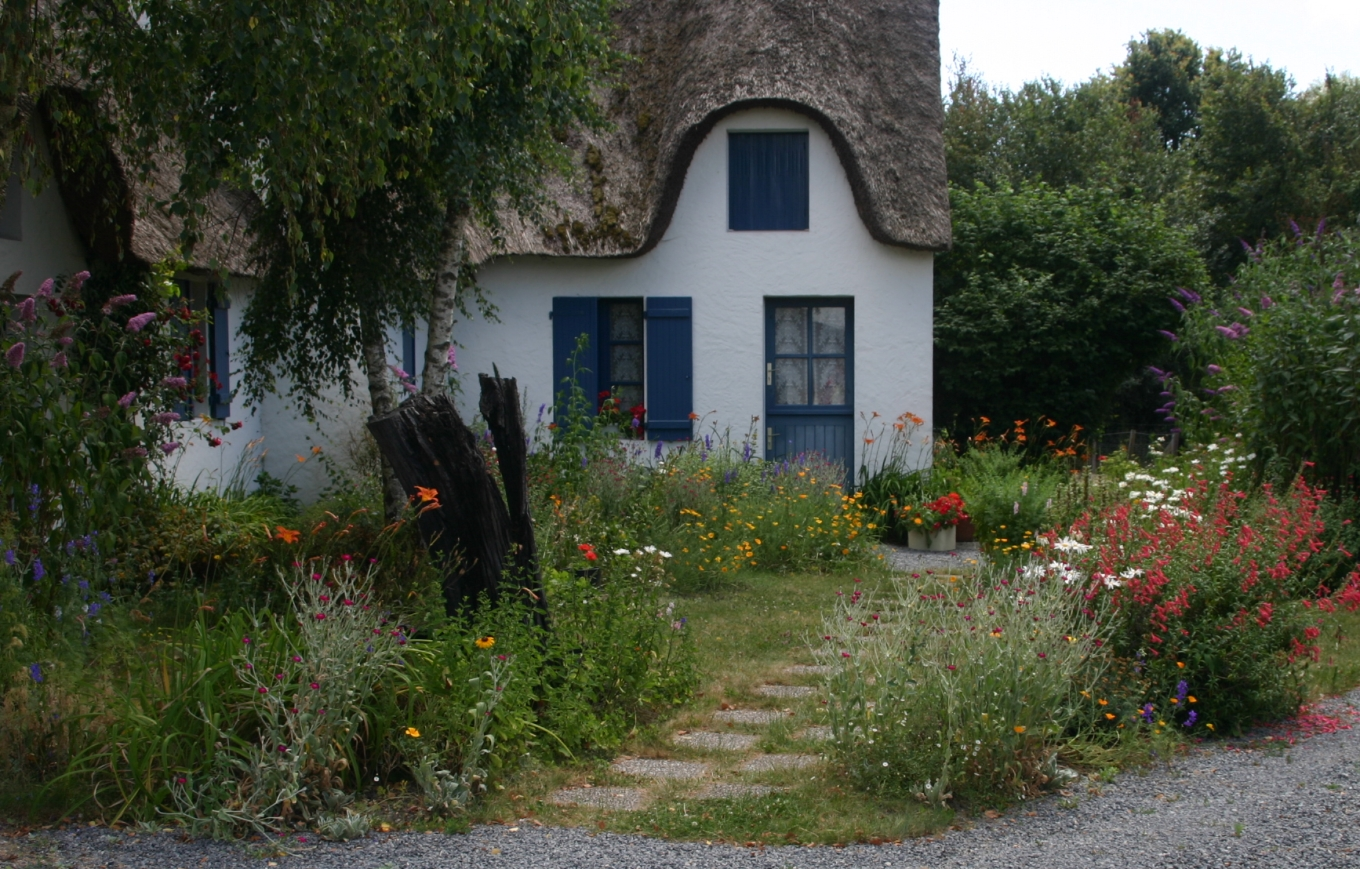
Naturgarten in der Brière

Ein Themengarten ist eine Gartenanlage auf einer begrenzten Fläche mit gestalterischem Bezug, dem ein bestimmtes Thema zugrunde liegt. Die Inhalte und Gegenstände der Themengartenanlage besitzen einen konzeptionellen Charakter und sind auf ein bestimmtes Thema abgegrenzt.
Themengärten können Teil von Themenparks, Parkanlagen, Freizeitparks oder Gartenschauen sein. So wird auf der Chelsea Flower Show seit 1850 ein Preis für die Präsentation eines Themas vergeben. Auf der Landesgartenschau Leverkusen 2005 wurden 35 Themengärten dargestellt.
Größere Themenparks sind gelegentlich in weitere „Themenbereiche“, z. B. „Länderbereiche“ aufgeteilt, in denen dann jeweils andere Themen durch die Anlage charakteristischer Gärten behandelt werden. So etwa in Botanischen Gärten mit ihren kontinent- und länderspezifischen Gärten.

## Arten von Themengärten
Beliebte Themen stellen etwa eine bestimmte Pflanzengattung in den Mittelpunkt, z. B. Rosengärten. Andere stellen bestimmte Nutzungsmöglichkeiten heraus, wie den Gemüsegarten, oder verfolgen einen Bildungsanspruch, z. B. Blindengärten und Bibelgärten. Themenprojekte wie der „Internationale Garten“ und „Gärten ohne Grenzen“ sind Gartenprojekte, bei denen Konzepte des interkulturellen Dialogs im Mittelpunkt stehen.
Je nach Konzeption des Gartenprojektes gibt es verschiedene Ausrichtungen des Themengartens (Auswahl):
| - Alpengarten - Bauerngarten - Bibelgarten - Giftgarten - Heilpflanzengarten - Irrgarten - Klostergarten | - Küchengarten - Kulturpflanzengarten - Kräutergarten - Naturgarten - Staudengarten - Steingarten - Wassergarten |